# Wacław Starzyński

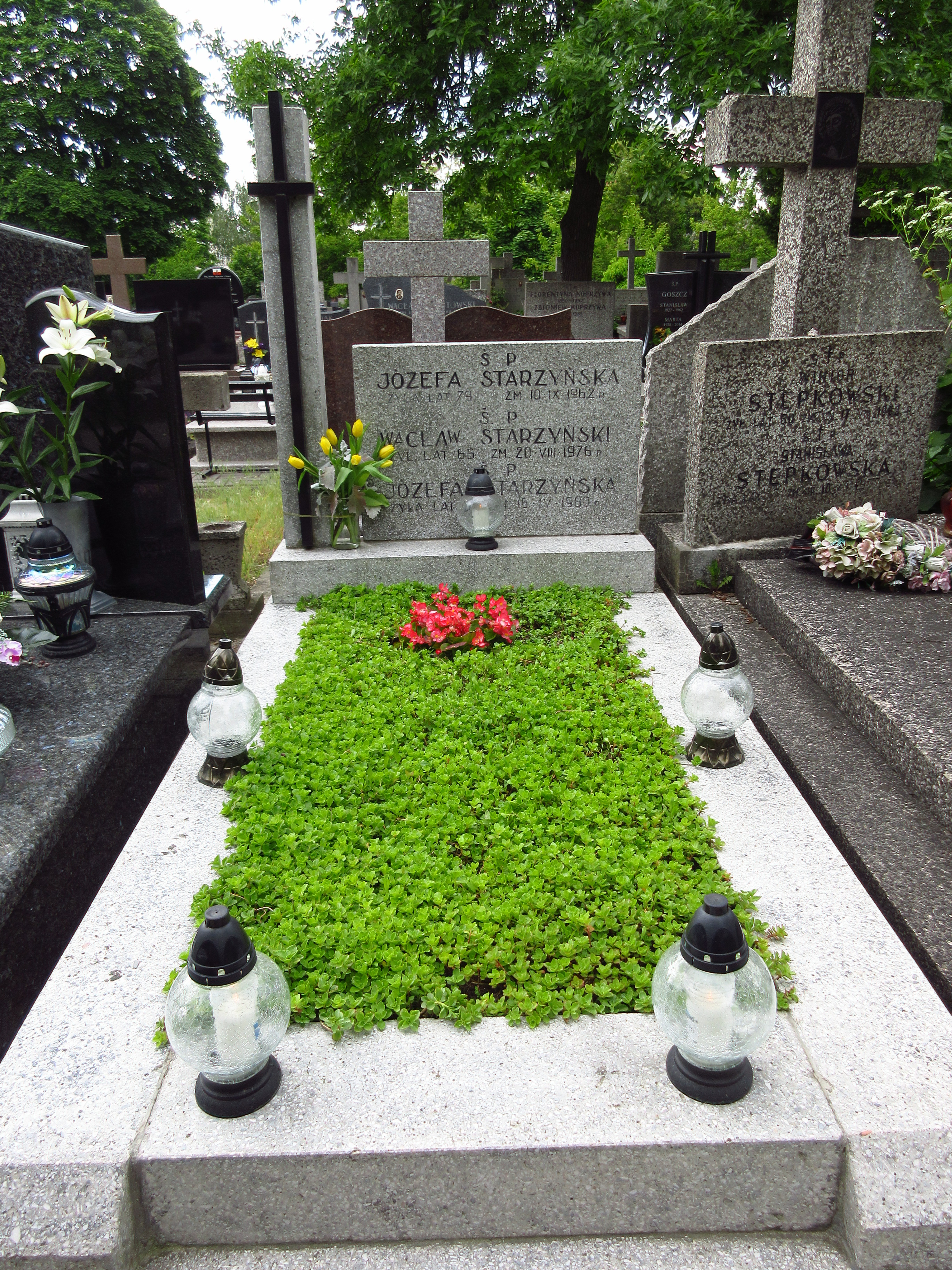
Grab Waclaw Starzynski in Warschau

Wacław Starzyński (* 8. Oktober 1910 in Pułtusk; † 20. August 1976 in Warschau) war ein polnischer Radrennfahrer und nationaler Meister im Radsport.

## Sportliche Laufbahn
Starzyński war Teilnehmer der Olympischen Sommerspiele 1936 in Berlin. Dort belegte er beim Sieg von Robert Charpentier gemeinsam mit weiteren Fahrern den 16. Platz im olympischen Straßenrennen. Die polnische Mannschaft kam nicht in die Mannschaftswertung. 1936 wurde er polnischer Meister im Querfeldeinrennen. Die Meisterschaft im Mannschaftszeitfahren gewann er mit Syrena Warschau 1938. Auf der Bahn gewann er den Titel in der Mannschaftsverfolgung 1937, 1938 und 1939.

## Berufliches
Beruflich war er nach seiner Karriere als Kraftfahrer tätig.